# Blanche de Roucy
Titre
Comtesse de Vendôme
21 décembre 1414 – 22 août 1421
Blanche de Roucy, née à une date inconnue et morte le 21 août 1421, est une comtesse de Vendôme, fille de Hugues II de Pierrepont, comte de Roucy et de Braine, et de Blanche de Coucy.

## Biographie

### Famille
Blanche est issue du mariage de Hugues de Roucy et Blanche de Coucy, elle a quatre frères et sœurs :
- Marguerite de Pierrepont (morte en 1419), marié à  Thomas III de Saluces dont postérité.
- Jean VI de Pierrepont, comte de Roucy (1388-1415), marié à Elizabeth de Montaigu en 1398, dont il eut une fille Jeanne de Pierrepont marié à Robert Ier de Sarrebruck-Commercy dont postérité des comtes de Roucy. Il meurt à la bataille d'Azincourt.
- Jeanne de Pierrepont, mariée le 8 janvier 1403 avec François d'Albret seigneur de Sainte-Bazeille.
- Hugues de Roucy (mort après le 27 août 1412).

### Mariage
Blanche épouse le 21 décembre 1414, à Paris, Louis Ier de Bourbon-Vendôme, comte de Vendôme et grand maître de l'hôtel du roi.
Il se virent peut puisque celui-ci du aller combattre les anglais et fut fait prisonnier à la bataille d'Azincourt en 1415. Durant son absence qui dure plusieurs années, Blanche dirige le comté, aidée du comte de Vertu.
Elle décède le 22 août 1421, alors que sont mari est toujours prisonnier des anglais. Trois ans plus tard le duc de Bedford en profite pour donner le comté à Robert Willoughby un chevalier anglais.
Blanche est inhumé dans la collégiale Saint-Georges de Vendôme.

## Image

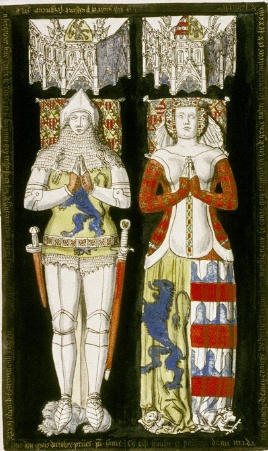
Dessin du tombeau des parents de Blanche de Roucy, collection Gaignières.
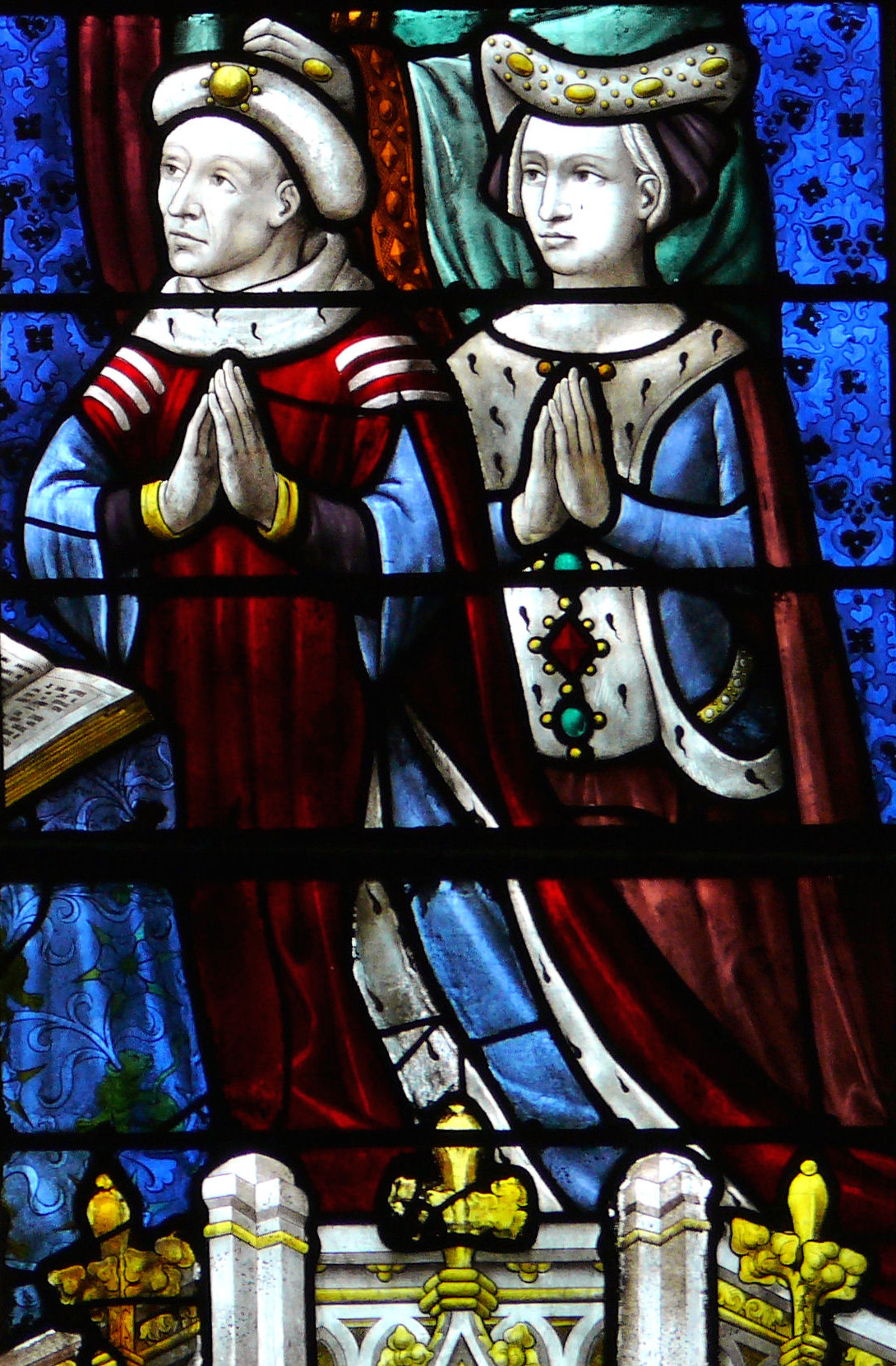
Louis Ier de Bourbon-Vendôme et Blanche de Roucy sur un vitrail de la chapelle Vendôme à la Cathédrale de Chartres.
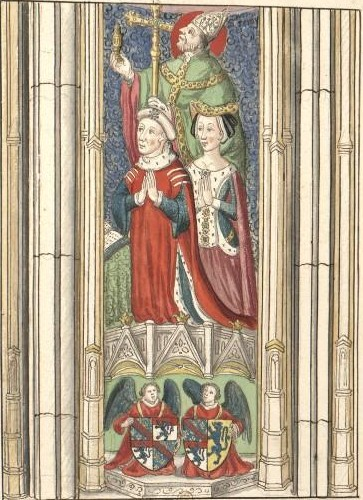
Dessin du vitrail précédent (avant restauration), représentés dans la collection Gaignières.